# (78429) Baschek
78429 Baschek (2002 QN48) es un asteroide del Cinturón de asteroides descubierto el 18 de agosto de 2002 por S. F. Hönig en el programa NEAT a través de imágenes captadas por el observatorio Palomar.